# Selección de voleibol de la Unión Soviética
La selección de voleibol de Unión Soviética, (en ruso Мужская национальная сборная СССР по волейболу) fue el equipo masculino representante de voleibol de la Unión Soviética en las competiciones internacionales organizadas por la Confederación Europea de Voleibol (CEV), la Federación Internacional de Voleibol (FIVB) o el Comité Olímpico Internacional (COI).

## Historia
Desde el principio hasta su extinción en 1991 la selección de URSS ha sido seguramente la selección más exitosa de la historia del voleibol, en la cual militaron estrellas como Yuri Tchesnokov, Konstantin Reva, Ivan Bugajenkov y la letal dupla central-armador compuesta por Aleksandr Savin y Vyacheslav Zaytsev.
En los Juegos Olímpicos ha subido al podio en cada edición disputada (no participó en la edición de Los Ángeles 1984 debido al boicot de los países del bloque soviético), ganando la medalla de oro en las de  Tokio 1964,  México 1968 y de  Moscú 1980.
En 12 participaciones en el Campeonato Mundial de Voleibol no se ha llevado la medalla únicamente en la edición del 1976 de Bulgaria, coronándose campeona en seis ocasiones la última de las cuales en el Mundial de Argentina de 1982 aplastando a la anfitriona en la semifinal y a Brasil en la final.
En el Campeonato Europeo de Voleibol ha triunfado 12 veces (más 2 bronces) en las 16 ediciones disputadas, ganando nueve títulos consecutivos entre 1967 y 1987. 
Es una de las cuatro selecciones, junto a las de Brasil, Estados Unidos y Polonia, que ha conseguido ganar los títulos olímpico, mundial y continental.

## Historial
| \| - Tokío 1964: Oro - México 1968: Oro \| - Múnich 1972: Bronce - Montreal 1976: Plata \| - Moscú 1980: Oro - Los Ángeles 1984: No participó \| - Seúl 1988: Plata \| |                                              |                                                    |                    |
| - Tokío 1964: Oro - México 1968: Oro | - Múnich 1972: Bronce - Montreal 1976: Plata | - Moscú 1980: Oro - Los Ángeles 1984: No participó | - Seúl 1988: Plata |

| \| - 1949: Campeón - 1952: Campeón - 1956: 3° \| - 1960: Campeón - 1962: Campeón - 1966: 3° \| - 1970: 6° - 1974: 2° - 1978: Campeón \| - 1982: Campeón - 1986: 2° - 1990: 3° \| |                                            |                                       |                                       |
| - 1949: Campeón - 1952: Campeón - 1956: 3° | - 1960: Campeón - 1962: Campeón - 1966: 3° | - 1970: 6° - 1974: 2° - 1978: Campeón | - 1982: Campeón - 1986: 2° - 1990: 3° |

| \| - 1990: 4° \| - 1991: 3° \| \| \| |            |  |  |
| - 1990: 4°                           | - 1991: 3° |  |  |

| \| - 1948: No clasificada - 1950: Campeón - 1951: Campeón - 1955: 4° - 1958: 3° \| - 1963: 3° - 1967: Campeón - 1971: Campeón - 1975: Campeón - 1977: Campeón \| - 1979: Campeón - 1981: Campeón - 1983: Campeón - 1985: Campeón - 1987: Campeón \| - 1989: 4° - 1991: Campeón \| |                                                                            |                                                                                 |                            |
| - 1948: No clasificada - 1950: Campeón - 1951: Campeón - 1955: 4° - 1958: 3° | - 1963: 3° - 1967: Campeón - 1971: Campeón - 1975: Campeón - 1977: Campeón | - 1979: Campeón - 1981: Campeón - 1983: Campeón - 1985: Campeón - 1987: Campeón | - 1989: 4° - 1991: Campeón |

| \| - 1965: Campeón - 1969: 3° \| - 1977: Campeón - 1981: Campeón \| - 1985: 2° - 1989: 3° \| - 1991: \| |                                 |                       |         |
| - 1965: Campeón - 1969: 3°                                                                              | - 1977: Campeón - 1981: Campeón | - 1985: 2° - 1989: 3° | - 1991: |

### Otras competiciones
World Super Four FIVB
- : 1988,1990

## Medallero
| Competición        | Oro | Plata | Bronce | Total |
| ------------------ | --- | ----- | ------ | ----- |
| Juegos Olímpicos   | 3   | 2     | 1      | 6     |
| Campeonato Mundial | 6   | 3     | 3      | 12    |
| Campeonato Europeo | 12  | 0     | 2      | 14    |
| Liga Mundial       | 0   | 0     | 1      | 1     |
| Copa Mundial       | 2   | 1     | 2      | 5     |
| Total              | 23  | 6     | 9      | 38    |